# Marita Norin

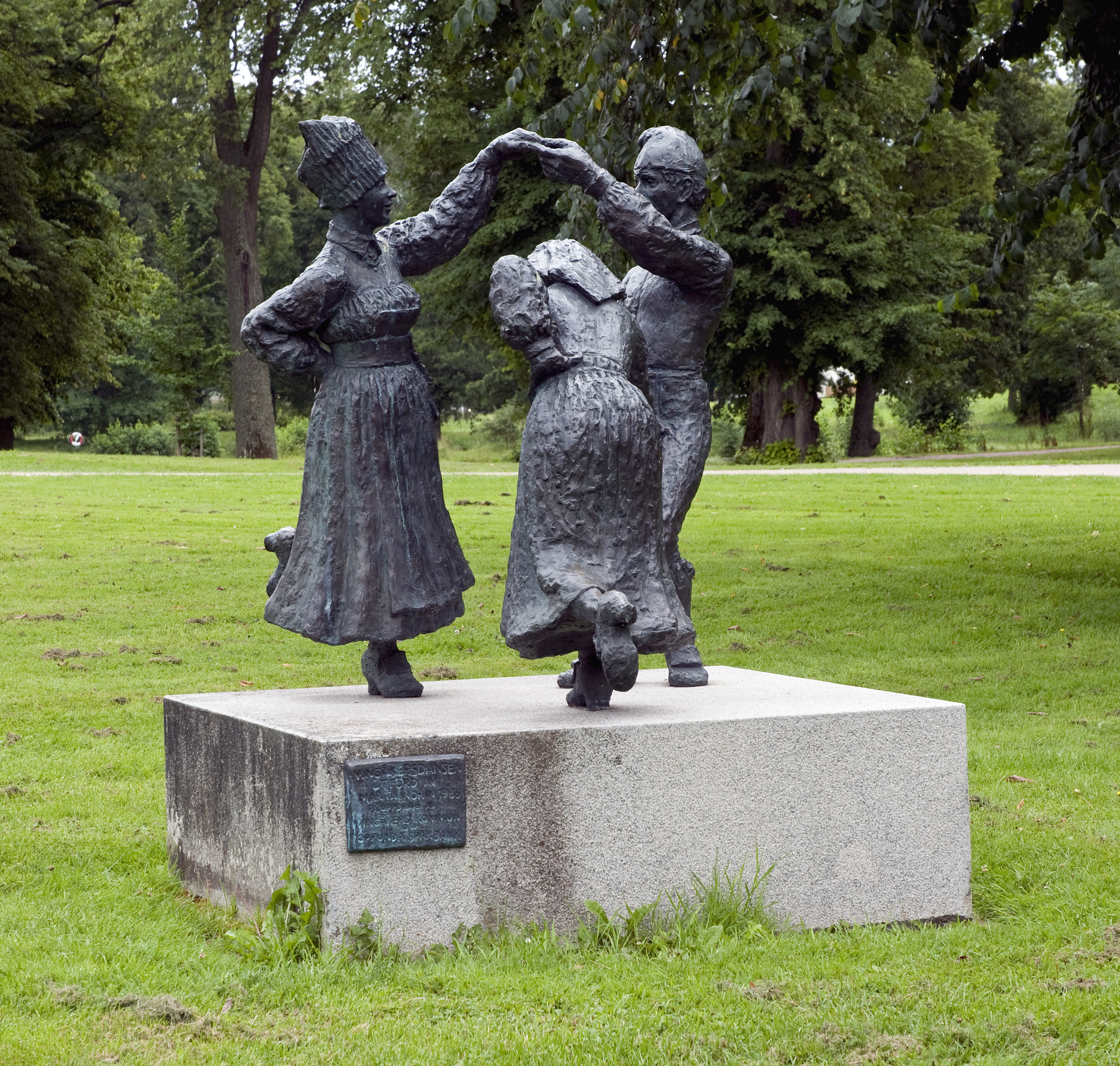
Vingåkersdansen, utanför Säfstaholms slott i Vingåker

Ingrid Marita Norin Sommer, född Norin 1943 i Eskilstuna, död 2021 i Sorsele, var en svensk konstnär (huvudsakligen skulptör), lärare och författare.
Marita Norin utbildade sig på Konstfack 1962–65. Hon var lärare på Eskilstuna folkhögskolas estetiska linje med teckning och keramik 1974–81. Hon har gjort ett flertal skulpturer för offentliga miljöer samt formgivit svenska mynt, bland annat tiokronorsmyntet. Hon var verksam i Södermanland fram till att hon 1993 flyttade till Ammarnäs i Västerbottens län där hon hade arbets- och utställningsstugan Skulpturum, som numera fungerar som museum över hennes verk. Hon var gift första gången med konstnären Kelvin Sommer. Tillsammans fick dom sonen Jokum 1966.

## Mynt i urval
- Minnesmynt med valören 200 kronor med anledning av ändringen av successionsordningen 1980
- Minnesmynt med valören 200 kronor med anledning av kungens tioårsjubileum som regent 1983
- Formgivning av tiokronorsmynt, 1985 (myntet utgavs 1991)[2]. Myntets första serie är helt formgiven av Norin medan den andra serien, präglad från 2001, har hennes design på baksidan.

## Offentliga verk i urval
- Mor med barn, skulptur i betong, Näckrosskolan i Eskilstuna, 1972
- Figurer i lek, relief i plexiglas, sporthallen i Sparreholm. 1974
- Kvinna i aktiv stillhet, skulptur i gjutjärn, Skogstorpsskolan i Eskilstuna, 1977
- Matriarkat, reliefer i stengods, Örebro stadsbibliotek, 1981
- Fem antika mynt, reliefer i brons, Oppunda sparbank i Flen, 1981
- Mor med nyfödd, skulptur i brons, Kullbergska sjukhuset i Katrineholm, 1981
- Kalle Nämdeman (Karl Gustafsson), skulptur i gjutjärn, Parken Zoo i Eskilstuna, 1983
- Get och katt – möte på en mur, skulptur i gjutjärn, Stenkvista lantbruksskola, 1983
- Livscykel i två delar, skulpturer i brons, Mariefreds sjukhem, 1984
- Far med nyfödd, skulptur i brons, Motala vårdskola, 1984
- Faun och Freja - möte vid fontänen, skulpturer i brons, Servicehuset Smedjan i  Flen.
- Kristus kommer tillbaka, skulptur i gips, Ärla kyrka, 1985
- Vingåkersdansen, skulpturgrupp i brons, utanför Säfstaholms slott i Vingåker, 1986
- Gjutaren, skulptur i brons, Hälleforsnäs, 1987
- Djäknen, skulptur i brons, Strängnäs, 1987[3]